# Praseodymi(III) bromide
Praseodymi(III) bromide là một hợp chất vô cơ hai nguyên tố, một muối của praseodymi và acid bromhydric với công thức hóa học PrBr3, tinh thể màu xanh lục, hòa tan trong nước, tạo thành tinh thể ngậm nước.

## Điều chế
- Phản ứng của hơi brom và praseodymi sẽ tạo ra muối khan:

{\displaystyle {\mathsf {2Pr+3Br_{2}\ \xrightarrow {T} \ 2PrBr_{3}}}}
- Hoặc sự hòa tan của praseodymi(III) oxide trong acid bromhydric:

{\displaystyle {\mathsf {Pr_{6}O_{11}+6HBr\ \xrightarrow {} \ 2PrBr_{3}+4PrO_{2}\downarrow +3H_{2}O}}}

## Tính chất vật lý
Praseodymi(III) bromide tạo thành các tinh thể hút ẩm màu lục thuộc hệ tinh thể lục phương, nhóm không gian P 63/m, các hằng số mạng tinh thể a = 0,792 nm, c = 0,438 nm, Z = 2, cấu trúc giống urani(III) chloride.
Ở nhiệt độ 661 ℃, sự chuyển pha xảy ra trong hợp chất.
Muối khan ít tan trong nước.
Nó hình thành tinh thể ngậm nước PrBr3·6H2O.

## Hợp chất khác
PrBr3 còn tạo một số hợp chất với N2H4, như PrBr3·3N2H4·4H2O là tinh thể màu lục nhạt, tan trong nước và etanol, d20 ℃ = 2,6273 g/cm³.